# Kuzmányho kruh evanjelických akademikov
Kuzmányho kruh evanjelických akademikov byl slovenský univerzitní spolek, který byl založen roku 1927 z iniciativy profesora Samuele Štefana Osuského. Sídlo měl v Bratislavě. Prvním předsedou se stal Branislav Varsik. Kruh obhajoval zájmy evangelických univerzitních studentů a přispíval k jejich mravně-náboženskému životu. Ve svém názvu se hlásil ke slovenskému spisovateli a teologovi Karolu Kuzmánymu. Spolek byl rozpuštěn po komunistickém státním převratu v roce 1948. Jeho posledním předsedou byl Miloslav Blaho.
Činnost spolku pod zkráceným názvem Kuzmányho kruh byla obnovená roku 2005 v Banské Bystrici.